# British Basketball Federation
La British Basketball Federation è l'ente che unisce le tre federazioni di pallacanestro britanniche (inglese, scozzese e gallese) con l'intento di formare un'unica squadra britannica di pallacanestro. Il progetto nacque in vista delle Olimpiadi di Londra 2012, con lo scopo di avere nella manifestazione una squadra di vertice.
Le tre associazioni britanniche erano ciascuna separatamente affiliate alla Federazione Internazionale Pallacanestro (FIBA) fino al 2016. In quanto tale, ognuna partecipava separatamente ai campionati europei giovanili, nominava i propri funzionari internazionali. Tuttavia, a livello seniores, sono le rappresentative unite maschile e femminile a partecipare alle massime competizioni internazionali. Dall'ottobre 2016 la federazione scozzese e quella inglese hanno rinunciato all'affiliazione alla FIBA per unire le forze nella federazione britannica, mentre la federazione gallese è rimasta indipendente.

## Storia
La Federazione Pallacanestro Britannica e Irlandese (BIBF) è stata responsabile per la preparazione e la partecipazione della squadra Gran Bretagna nei tornei di qualificazione olimpica fino al 1992. Nel 1993 la FIBA ha abolito i tornei di qualificazione. Dal 2004, con l'Irlanda del Nord parte integrante della Basketball Ireland, l'Irlanda si è dimessa dal BIBF. Nel mese di ottobre 2004 il BIBF cambiato il suo nome in British Basketball Federation e modificato la sua struttura per includere le organizzazioni del basket britannico in qualità di membri.